# Hôtel des Haricots
L’hôtel des Haricots, situé à l’emplacement de la cour des départs de la gare d'Austerlitz (13e arrondissement de Paris), était la prison de la Garde nationale détruite en 1864.

## Histoire
La prison de la Garde nationale, maison d’arrêt sanctionnant les infractions à la discipline des Gardes nationaux, est créée en 1792 et s'établit dans les locaux de l’ancien collège de Montaigu place du Panthéon, à l’emplacement de l’actuelle bibliothèque Sainte-Geneviève. Cette prison est habituellement nommée hôtel des Haricots en souvenir de la nourriture pauvre de ce collège, constituée d’une soupe de haricots. Selon Michel Décaudin, l’établissement doit son nom au colonel Darricaud. L’hôtel des Haricots est transféré en 1800 quai Saint-Bernard dans l’hôtel de Bessancourt puis en 1837 (cet hôtel étant démoli pour l’agrandissement de la halle aux vins) à l’emplacement d’une ancienne grange à blé annexe du grenier d'abondance (ou antérieurement d’un dépôt de laines) entre le quai d'Austerlitz et l’ancienne rue de la Gare, à l’emplacement de l’actuelle cour des départs de la gare d’Austerlitz.
La prison n'avait aucun intérêt architectural mais les conditions n'étaient pas dures.
Les cellules 7, 8 et 14 étaient réservées aux artistes. Alexandre Dumas fils y écrivit un roman, Alfred de Musset une poésie. Honoré de Balzac, Leconte de Lisle et Théodore de Banville y ont séjourné.
Cette prison est démolie en 1864 et transférée rue de Boulainvilliers. La prison disparaît avec la Garde nationale en 1871.